# Desmeocraera graminosa
Desmeocraera graminosa är en fjärilsart som beskrevs av Walker 1869. Desmeocraera graminosa ingår i släktet Desmeocraera och familjen tandspinnare. Inga underarter finns listade i Catalogue of Life.